# Enoxacina
L' enoxacina è una molecola che appartiene alla classe dei chinoloni di terza generazione. Viene utilizzata nel trattamento delle infezioni delle vie urinarie e delle vie respiratorie. In Italia è venduta dalla società farmaceutica Pierre Fabre Pharma con il nome commerciale di Bactidan nella forma farmaceutica di compresse rivestite da 400 mg.

## Farmacodinamica
La molecola è dotata di un ampio spettro di azione, sostanzialmente simile a quello della ciprofloxacina, e risulta molto efficace nei confronti di un'ampia gamma di batteri Gram–positivi e Gram–negativi. Come tutti i chinoloni l'enoxacina agisce inibendo in modo selettivo i due tipi di enzima topoisomerasi, la DNA–girasi (conosciuta anche come topoisomerasi II) e la topoisomerasi IV. Questi enzimi risultano fondamentali per la cellula batterica, in particolare per i processi di duplicazione, trascrizione e riparazione dell'acido deossiribonucleico (DNA) nei batteri.
La topoisomerasi IV agisce separando le catene di DNA che deve essere replicato (cioè duplicato), prima che incominci la divisione cellulare batterica. Il suo blocco comporta che il DNA non possa essere separato, pertanto il processo di replicazione delle molecole dell'acido deossiribonucleico batterico viene interrotto e il batterio non può più dividersi e quindi replicarsi. La DNA girasi, d'altra parte, è responsabile del superavvolgimento del DNA: tale processo è cruciale per far sì che questa molecola possa essere fatta rientrare nelle cellule di nuova formazione.
Entrambi i meccanismi portano quindi alla morte del batterio. 
L'enoxacina è attiva principalmente sui seguenti batteri Gram-positivi: Klebsiella pneumoniae, Staphylococcus aureus (meticillino–sensibile), Staphylococcus epidermidis, Clostridium perfringens. 
È inoltre attiva sui seguenti batteri Gram-negativi: Acinetobacter, Citrobacter, Campylobacter, Escherichia coli, Haemophilus influenzae, Moraxella catarrhalis, Serratia marcescens, Pseudomonas aeruginosa, Proteus mirabilis, Proteus vulgaris, Salmonella, Shigella flexneri.

## Farmacocinetica
L'enoxacina a seguito di somministrazione per via orale presenta una buona biodisponibilità: è infatti ben assorbita dal tratto gastroenterico e raggiunge velocemente elevate concentrazioni plasmatiche e tissutali. La molecola si distribuisce ampiamente nei diversi tessuti biologici. Le concentrazioni tissutali sono generalmente superiori a quelle rilevabili a livello plasmatico. Il composto si ritrova a concentrazioni elevate anche in molti liquidi organici e secrezioni.
Il legame con le proteine plasmatiche raggiunge il 35-40%. L'emivita plasmatica dell'antibiotico è di circa 6 ore. Viene eliminato dall'organismo rapidamente: entro 24 ore circa il 60% di una dose assunta viene escreta attraverso l'emuntorio renale, prevalentemente in forma immodificata. Una piccola quota viene escreta attraverso la bile. Proprio grazie all'ampia escrezione tramite le urine vengono raggiunte elevate concentrazioni nelle vie urinarie, il che assicura un effetto antibatterico perdurante nel tempo anche in questo distretto.

## Tossicologia
Studi sperimentali eseguiti sugli animali hanno messo in evidenza un tossicità piuttosto bassa del composto. In particolare nel topo e nel ratto la DL50 è risultata pari a 5000 mg/kg peso corporeo, a seguito di somministrazione per via orale. Nel cane e nella scimmia la DL50 è risultata di 1600 mg/kg, sempre per via orale.

## Usi clinici
Il composto trova indicazione nel trattamento della gonorrea e delle infezioni del tratto urinario, sostenute da germi sensibili ed in particolare da batteri gram negativi.

## Effetti collaterali e indesiderati
Nei pazienti in trattamento con il chinolone possono insorgere alcuni disturbi, spesso comuni a molti altri antibiotici, a carico dell'apparato gastrointestinale (anoressia, dispepsia, dolore epigastrico, nausea, vomito, flatulenza, diarrea).
Molto raramente, in alcuni soggetti può comparire una diarrea grave e persistente, che talvolta è il segno premonitore dell'insorgenza di una colite pseudomembranosa.
Sono stati anche segnalati disturbi della cute (esantema, prurito, rash cutaneo, orticaria) dell'apparato muscoloscheletrico (mialgie ed artralgie diffuse) del sistema nervoso (cefalea, capogiro e vertigine, sonnolenza, talvolta agitazione psicomotoria, tremore, alterazioni del gusto).
In letteratura sono riportati anche casi di disturbi della vista (diplopia, alterazioni della percezione dei colori) e convulsioni. Enoxacina, come altri fluorchinoloni, infatti riduce la soglia convulsiva.
Possibili anche le reazioni di ipersensibilità, tra cui reazioni anafilattoidi gravi comprendenti l'edema della lingua o della glottide, dispnea, grave riduzione della pressione arteriosa che può giungere fino allo stato di shock.

## Controindicazioni
L'enoxacina è controindicata nei soggetti con ipersensibilità nota al principio attivo oppure ad altre molecole appartenenti al gruppo dei chinolonici. È inoltre controindicata nei pazienti in età pediatrica o nei ragazzi con meno di 18 anni di età. Esiste infatti la possibilità che si possano verificare danni alle cartilagini articolari di questi soggetti con organismi non ancora sviluppati e incompleto sviluppo scheletrico.
È importante che il composto, noto per abbassare la soglia convulsiva, non sia somministrato a pazienti epilettici o con una storia personale di precedenti accessi convulsivi in quanto potrebbe favorire la comparsa di questi disturbi.

## Interazioni
- Teofillina: la contemporanea somministrazione di enoxacina e teofillina comporta una riduzione dell'eliminazione della xantina e pertanto la dose della teofillina dovrebbe essere ridotta ad un quarto del normale dosaggio.[16][17][18][19]
- Fenbufene: la somministrazione concomitante con alcuni chinoloni, tra cui enoxacina, può incrementare, sia pure raramente, il rischio di crisi convulsive. Per questo motivo questa associazione dovrebbe essere precauzionalmente evitata.[20][21][22][23]
- Antiacidi contenenti alluminio e magnesio, ranitidina, sucralfato, composti contenenti ferro e calcio: la contemporanea somministrazione con enoxacina può ridurre in modo significativo l'assorbimento gastroenterico dell'antibiotico con conseguente diminuzione dell'efficacia.[24][25][26]